# Mari Miyamoto
Mari Miyamoto (宮本 真理 Miyamoto Mari?) es una exfutbolista japonesa que jugaba como guardameta.
En 1999, Miyamoto jugó 1 veces para la selección femenina de fútbol de Japón. Miyamoto fue elegida para integrar la selección nacional de Japón para los Copa Asiática femenina de la AFC de 1999.

## Trayectoria

### Clubes
| Club         | País  | Año  |
| ------------ | ----- | ---- |
| OKI FC Winds | Japón | ???? |

### Selección nacional
| Selección | País  | Año  |
| --------- | ----- | ---- |
| Absoluta  | Japón | 1999 |

## Estadística de equipo nacional
| Selección femenina de fútbol de Japón | Selección femenina de fútbol de Japón | Selección femenina de fútbol de Japón |
| Año                                   | Partidos                              | Goles                                 |
| ------------------------------------- | ------------------------------------- | ------------------------------------- |
| 1999                                  | 1                                     | 0                                     |
| Total                                 | 1                                     | 0                                     |